# 츠쿠요미

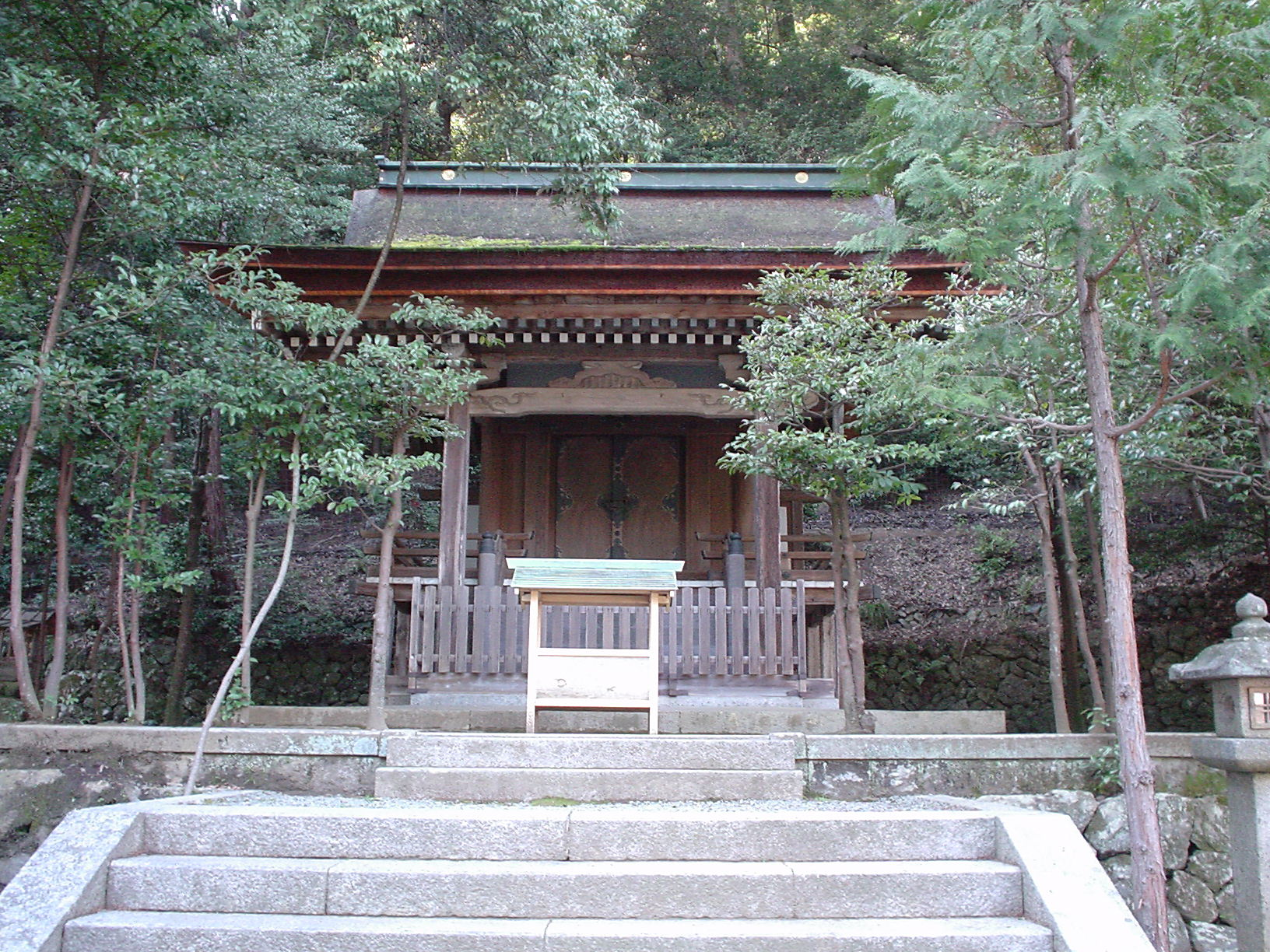
교토의 츠쿠요미 사당

츠쿠요미(일본어: ツクヨミ 쓰쿠요미[*])는 신토와 일본 신화에 등장하는 달의 신이다.

## 기기 신화의 기술
보통 달을 신격화한, 밤을 지배하는 신으로 알려져 있으나 그 신격에 대해서는 문헌에 따라 차이가 있다. 《고사기》에서는 오노고로시마를 창조한 이자나기가 요미노쿠니(黄泉国)에서 도망쳐서 부정한 것을 본 자신의 얼굴을 씻을 때에 그의 오른쪽 눈에서 태어났다고 전하며, 다른 한쪽의 눈에서 태어난 아마테라스, 코에서 태어난 스사노오와 함께 미하시라노오즈노미코(三貴子)를 이룬다. 반대로 《일본서기》는 《고사기》와는 반대로 왼쪽 눈에서 태어났다거나, 이자나기가 오른손에 갖고 있던 백동거울에서 완성된 모습으로 나왔다고 하는 이야기도 있으며, 그 지배 영역도 하늘이나 바다 등 일정하지 않다.
태양을 상징하는 아마테라스와 대칭되는 존재로 태어난 점은 비교 신화학의 분야에서 볼 때 여러 지역의 신화에 같은 모티브가 있는 것이 지적되고 있다. 예컨대 중국의 거인 반고의 전설을 담은 《오운역년기(五運歷年記)》에는, 반고가 죽어 그 왼쪽 눈은 태양이 되고 오른쪽 눈은 달이 되었다는 기원담이 있고, 그리스 신화에서도 태양의 신 아폴론과 달의 여신 아르테미스가 쌍둥이 남매로 여겨진다. (단 아폴론은 원래는 태양신 헬리오스와는 다른 신으로, 양자가 동일시되기에 이른 것은 후대의 일이다.) 또, 《구약성서》 창세기에서는 천지창조의 나흘째에 신이 공중에 '두 개의 거대한 빛', 즉 태양과 달을 만들어내고 각각 낮과 밤을 맡게 하여 빛과 어둠을 나누었다는 이야기가 실려 있다. 아마테라스와 쓰쿠요미의 탄생 또한 태양과 달이 대립을 이루어 탄생했다고 하는 온 세상에 공통되는 해와 달 기원담의 패턴에 따른 것이라고 생각할 수 있다.
일본 신화에서 쓰쿠요미노미코토는 아마테라스나 스사노오와 대등한 위치에 놓인 중요한 신으로 기록되어 있음에도 《고사기》, 《일본서기》의 신화에는 별로 등장하지 않고 전반적으로 활약상이 부족하다. 다만 《일본서기》 제5단 제11에 인용된 '일서(一書)'에서 곡물의 기원을 말하면서 잠시 언급되는 정도이다. 이것은 아마테라스와 스사노오라는 대조되는 성격을 지닌 두 신 사이에 '아무것도 하지 않는 신'을 두어 균형을 맞추고자 한 것이라는 설도 있다. 이와 같은 구조는 다카미무스비노카미(高皇産靈尊)와 가미무스비노카미(神皇産靈神) 사이에 낀 아메노미나카누쓰노카미(天之御中主神), 호오리노 미코토(山幸彦)와 호데리노 미코토(海幸彦) 사이에 낀 호스세리노 미코토(火酢芹命) 등에도 볼 수 있는데, 이러한 구조를 가리켜 일본 신화의 중공(中空) 구조라고 한다. 스사노오와는 지배 영역이나 에피소드가 일부 겹치는 것을 들어, 두 신이 동일인물이라 주창하는 사람도 있다.

### 《고사기》
《고사기》 상권에는 이자나기의 오른쪽 눈을 씻었을 때에 태어나 아마테라스나 스사노오와 함께 '세 분의 귀한 신(三柱の貴き子)'라고 불리며, '밤의 식국(食國)을 다스리라'는 명을 이자나기로부터 받았지만, 이 이후의 활약은 일절 없다. 그가 다스린 밤의 식국을 이자나미가 있는 요미노쿠니(夜見國)이라고 하는 설도 있다.

### 《일본서기》

#### 신대기(神代紀)
《일본서기》 신대기의 제5단에서는, 본문에서 "햇빛에 버금가는 빛을 뿜는 달의 신을 낳아, 하늘에 보내어 태양과 함께 지배하는 존재로 삼았다." 고 간결하게 기록되고 있을 뿐이지만, 이어지는 권제1의 '일서'에 있는 다른 전승에는, 이자나기노 미코토가 왼손에 백동거울을 쥐고 오히로노미코토(大日孁尊)을 낳고, 오른손에는 백동거울을 쥐고 쓰쿠유미노 미코토(月弓尊)를 낳았다고 적고 있다. 이때 지배 영역에 대해서는 아마테라스와 함께 하늘을 다스리라고 지시받은 이야기가 몇 가지 있는 한편, 일서 제6에는 '푸른 바다의 조수의 8백중을 다스리라'이라고 명받았다고 하는 이야기도 있어(이것은 달이 밀물과 썰물, 조수 간만의 차를 지배하고 있다는 발상으로부터 온 것 같다), 세 신 탄생의 이야기가 서로 병렬하고 있다.
《일본서기》 제5단 제11의 일서에서는, 아마테라스와 쓰쿠요미는 서로 짝을 지어 함께 사다리로 올라가 하늘을 다스리도록 명을 받았지만, 천상에서 아마테라스로부터 우케모치노카미(保食神)와 만나도록 명령을 받은 쓰쿠요미가 아시하라노나카쓰쿠니에 내려가 우케모치노카미가 있는 곳에 이르렀을 때에, 거기서 우케모치노카미는 쓰쿠요미를 대접하기 위해 머리를 돌려 땅으로 향하고서 입에서 밥을 꺼내고, 바다로 향해서 크고 작은 물고기들을, 산으로 머리를 돌려서는 동물들을 입에서 꺼내어 그것으로 상을 차려 내어왔으므로, 쓰쿠요미노 미코토는 이것을 보고 얼굴을 붉히면서 "더럽고 천박한 것. 어찌 감히 입에서 뱉어낸 것을 내게 주느냐?"라고 화를 내며 그 자리에서 칼을 빼어 우케모치를 베어 죽여 버렸다. 아마테라스는 천상으로 돌아온 쓰쿠요미의 이런 행동을 그의 입을 통해 직접 전해 듣고 몹시 노해서 "그대는 정말 나쁜 신이로구나. 서로 보지 말자." 라고 하면서 쓰쿠요미와는 낮과 밤으로 서로 떨어지게 되었고 그 이후 태양과 달은 하루 하룻밤 멀리 떨어져 살게 되었다고 한다. 일본 신화가 전하는 낮과 밤의 기원이다.(여담으로 그 뒤 우케모치의 시체에서는 소나 말과 같은 가축, 누에, 벼 등이 태어났고, 이것이 곡물의 기원이 되었다고 《일본서기》는 전한다.) 하지만 《고사기》에는 음식의 신 오게쓰히메를 스사노오가 죽인 것으로 전한다. 이러한 이야기는 원래는 몇 개의 독립된 신화로서 전해지던 것이 쓰쿠요미 하나와 관련된 에피소드로 합쳐지게 되었다는 설이 있다.

#### 겐조키(顯宗紀)
쓰쿠요미는 신들이 떠난 세상에서 인간의 천황(天皇)이 지배하게 되었던 시대에도 나타났다. 《일본서기》 10권 5의 현종기 3년 봄 2월 정사 초하루 기사에는, 다카미무스비노카미를 자신의 선조라 칭하는 달의 신이 사람에게 빙의되어 "우리 달의 신에게 전지(田地)를 바치라. 만일 청한 대로 나를 받들면 경사가 있으리라." 라고 전했다는 것으로, 그 말대로 야마시로국의 가즈노(葛野)군에 신사를 세워 이키(壱岐) 현주(縣主)의 선조 오시미노 스쿠네(押見宿彌)에게 제사를 받들게 했다는 기록이 있다. 이것이 야마시로국의 쓰쿠요미 신사(月讀神社)의 유래이다. 처음 달의 신이 나타났던 이키에도 쓰쿠요미 신사가 있는데 이것이 야마시로국 쓰쿠요미 신사의 원궁(元宮)이라고 한다.

### 후토키(風土記)
《이즈모노쿠니후토키(出雲国風土記)》의 시마네(嶋根)군조에는 이자나기노 미코토(伊佐奈枳命)의 아들로 보이는 '쓰쿠즈미노미코토(都久豆美命)'라는 신이 등장한다.
千酌の驛家, 郡家の東北のかた一十七里一百八十歩なり. 伊佐奈枳命の御子, 都久豆美命, 此處に坐す. 然れば則ち, 都久豆美と謂ふべきを, 今の人猶千酌と號くるのみ.
지쿠미(千酌)의 역가(驛家)는 군가(郡家)의 동북쪽으로 17리 180보 되는 곳에 있다. 이자나기노 미코토(伊佐奈枳命)의 아드님이신 쓰쿠즈미노 미코토(都久豆美命)께서 이곳에 정좌하셨다. 그러므로 즉 쓰쿠즈미라 이르는 것인데 지금 사람들은 지쿠미라고 부른다.

여기서 말하는 '쓰쿠쓰미'는, 와다쓰미(海神)나 야마쓰미(山神)처럼 '월령(쓰쿠쓰미)'을 의미하는 것으로 여겨진다. 지금은 전해지지 않는 《야마시로노쿠니후토키(山城國風土記)》의 '계리(桂里)'조에서도 쓰쿠요미노 미코토(月讀尊)가 아마테라스의 칙을 받아 일본의 도요아시하라노나카쓰쿠니(豊葦原中國)로 내려가 우케모치노카미가 있는 곳에 도달했을 때, 탕진계(湯津桂)에 들러섰다는 전설에서 「계리」라는 지명이 비롯되었다고 전하고 있다. 이는 달과 계수나무를 함께 묶어서 말하는 고대 중국의 전설에서 비롯된 것으로 쓰쿠요미노 미코토가 계수나무 아래에 서있다고 여긴 발상에서 비롯되었을 것이다. 《만엽집》에도 달의 선인과 계수나무를 함께 묶은 노래가 있다. 일본 신화에서 계수나무와 관련된 신은 많이 있는데, 예를 들면 《고사기》에서 천신으로서 아메노와카히코(天若日子) 밑에서 시중을 들었던 꿩 나키메(鳴女)나, 형을 없애고 해신의 궁에 이른 야마사치히코(山幸彦)의 경우, 여기서 계수나무는 신이 임하는 곳으로 되어 있다.

### 만엽집(萬葉集)
일본에서 가장 오래된 와카집 《만엽집》의 노래 중에는 '쓰쿠요미' 또는 '쓰쿠요미오토코(月讀壯士)'라는 표현으로 나타나고 있지만, 이것은 단순한 달의 비유(의인화)로서 그리고 신격으로서, 이러한 두 종류의 성격을 보인다. 또 '오치미즈(変若水)」= 오쓰' 즉 '다시 젊어지는 물을 맡은 자'로서 나타나 '달과 불사'의 신앙으로서 오키나와 '스데미즈'와의 유사성이 민속학자 오리구치 노부오(折口信夫)나 이시다 에이이치로(石田英一郞)에 의해 지적되고 있다. 덧붙여 《만엽집》 속의 노래에는 달을 의인화한 예로서 '월인(月人)'이나 '사사라에오토코(ささらえ壯士)'등의 표현도 볼 수 있다.

### 그 밖의 문헌
《속일본기》에는, 고닌 천황 때에 폭풍우가 거칠어진 원인을 점을 쳐봤더니, 이세의 쓰쿠요미노카미(月讀神)가 원인이 되었다는 결과가 나왔으므로, 그이를 사납고 용맹스러운 신으로 여겨 신에게 말을 헌상했다고 기록되어 있다. 《황태신궁의식장(皇太神宮儀式帳)》에서는, '쓰쿠요미노미야노이치엔(月讀宮一院)'의 제신을 가리켜서 이렇게 전한다.
月讀命, 御形ハ馬ニ乘ル男ノ形. 紫ノ御衣ヲ着, 金作ノ太刀ヲ佩キタマフ.
쓰쿠요미노미코토의 그 모습은 말을 탄 남자의 형상이로되 자색의 어의를 입고, 금으로 만든 태도(太刀)를 찼다.

여기서 《고사기》와 《일본서기》에서는 성별에 관한 한 마디 기술도 없던 쓰쿠요미가 별안간 칼을 차고 말을 탄 남자의 모습으로 등장한 것이다. 반대로 달을 여자라고 본 예로는 《일본삼대실록》 조간(貞觀) 7년(865년) 10월 9일조 기사나, 조간 13년(871년) 10월 10일조에 이즈모국의 '메쓰키노카미(女月神, 히메쓰키노카미라고도 한다.)'가 위계를 하사받은 기사를 들 수 있다. 이는 달의 여신을 제사지낸 신사인 것 같다. 이 신은 《고사기》와 《일본서기》, 《만요슈》에는 등장하지 않지만 《이즈모노쿠니후토키》 의우군조에는 '메쓰키노야시로(賣豆貴社)'라 기록되어 있어 동일한 신사로 볼 수 있다. 그러나 《일본삼대실록》에 나오는 '메쓰키노카미'에 대해서는 조간 원년(859년) 9월 8일조에 실린 '야마시로국 쓰쿠요미노카미(山城國月讀神)'라는 기사를 들어 쓰쿠요미와는 다른 계통의 달의 신으로 보기도 한다.

## 쓰쿠요미의 한문 표기
그 이름의 한문식 표기를 《고사기》에는 '쓰쿠요미노 미코토(月讀命)' 뿐이지만,  《일본서기》 제5단 본문에는, '월신(月神)'이라는 하나의 신에 대해서 月弓尊, 月夜見尊, 月讀尊 등의 복수 표기가 이루어지고 있다. 《만엽집》에서는 달을 가리켜 쓰쿠요미노오토코(月讀壯士), 쓰키히토노오토코(月人壯士), 쓰쿠요미(月夜見) 등으로도 읊어지고 있다. 《후토키》는 《이즈모노쿠니후토기》에 쓰쿠쓰미노 미코토(都久豆美命, 쓰쿠쓰미月津見?)가 등장한다.(전해지지 않는 글이지만 야마시로노쿠니후토기에는 月讀尊이라고 표기되어 있다.) 약간 후세에 성립한 《연희식(延喜式)》에서는 이세 신궁에서 제사하는 신의 이름으로서 月讀, 月夜見의 표기가 이루어지고 있다.

## 이름의 뜻
달의 신으로 달빛을 본다라는 의미로 해석되기도 하며, '요미'는 일본에서 말하는 저승, 지하 세계를 뜻하기도 한다.
'쓰쿠요미'라는 이름의 유래나 의미에 대해서는 여러 가지 설이 있다. 우선 가장 유력한 설로서 '쓰쿠요미(月讀) = 달(月)을 보다(讀)'라고 해석해 '달력'과 묶는 설이 있다. 옛날 《고사기》나 《일본서기》에서 쓰이던 특수 가나 사용법인 '쇼다이토쿠슈카나쓰카이(上代特殊仮名遣)'에서는 '달력'이나 '월수를 세는 것'을 의미하는 '읽기[讀み]'의 훈독 표기 사례인 '여미(余美)・여미(餘美)'가 모두 요을류(ヨ乙類) · 미갑류(ミ甲類)로 '月讀'으로 일치하고 있는데, 이를 들어 쓰쿠요미의 원래 뜻은 세월을 센다(讀み)는 뜻에서 온 것이라고 생각할 수 있다. 예를 들면 고요미(コヨミ: 달력)는 '날짜를 읽는다' 즉 달력인데, 쓰쿠요미 또한 '달을 읽는 것'과 연결된다. '읽는다'는 말은 《만엽집》에도 '세월을 읽는 사람(月日を讀みて)', '달을 읽으면(日を讀む)' 등 시간(세월)을 세는 의미로 사용되는 예가 있으며, 또 달력의 역사에서 달의 차고 이지러짐이나 운행 궤도를 기준으로 최초의 달력을 만들었듯 세계사를 살펴보면 음력이 양력보다 먼저 발생했다. 한 달, 두 달 하는 날짜 세는 방법에도 그 자취가 남아 있듯 달과 달력은 매우 관계가 깊다. 즉 쓰쿠요미는 '날짜'를 센다는, '시간의 측정자', '달력이나 시간을 다스리는 신격'으로도 해석되고 있다.
한편, 《일본서기》에서 보이는 '月弓'이란 표기는 초승달과 활을 연관지어 생각한 흔적인듯 하다. 만요슈에는, 상현달이나 하현달 같은 조각달을 가리켜 「참나무활(白眞弓)」이라고 표현한 노래가 있는데(10권 · 2051), '쓰키유미노미코토(月弓尊)'라는 표기도 이러한 발상으로부터 온 이름으로 생각할 수 있다. 그 밖에 와타쓰미ㆍ야마쓰미처럼 '쓰쿠요노미(月夜のミ, 여기서 '미'는 카미神靈의 미)' 혹은 '쓰쿠요노카미'로서 '밤의 월신'이라고 하는 설이 있다.
이같이 분명히 갑을이 다른 '요'나, 발음이 다른 '유'의 표기가 나란히 쓰인는 점과 《고사기》와 《일본서기》, 《만엽집》뿐만 아니라 《연희식》 등 후세의 문헌에서도 몇 통의 호칭이 있어, 하나로 정해진 표기법도 없이 요의 갑을이 다른 '쓰쿠요미(月讀)'과 '쓰쿠유미(月夜見)'표기가 나란히 쓰인다는 점을 볼 때 쓰쿠요미의 신격은 단순히 한 가지로만 정의할 수는 없다. 쓰쿠요미가 일본 신화에서 관장하는 영역에 대해서도, 《고사기》나 《일본서기》의 신화에서 태양신인 아마테라스는 '하늘' 혹은 '다카마가하라'를 지배하는 것으로 거의 '천상'으로 통일되고 있는데 비해 월신의 지배 영역은 《일본서기》에서 언급한 '태양과 함께 하늘을 다스리는' 것뿐 아니라 '밤의 식국'이나 '푸른 바다의 조수 8백 무리'를 지배하라 명받는 이야기도 있다. 지배 영역이 불안정하다는 것도, 쓰쿠요미의 신격이 복수의 관념이 통합된 불안정하면서도 다양한 것임을 의미하고 있다.

## 등장하는 작품
- 모리오카 히로유키 《달과 불꽃의 전기》
- 야마기시 료코 《월독》
- 마스다 하루히코 《스사노오》
- 데구치 류세이 《생명 ~홍의 수호신~》
- 쿠라모토 유우 《쓰쿠요미의 후예》
- 오기노 마코토 《공작왕》(쓰쿠요미라는 이름을 가지는 인간(여성)과 청진신(남성)이 등장.)
- 우에야마 데쓰로 《LAMPO-THE HYPERSONIC BOY-》
- 《크로노 크로스》
- 《여신전생 시리즈》
- 《편신명 ~잃어 버려진 인과율~》
- 《마브러브 얼터네이티브》(쓰쿠요미라는 이름을 가진 캐릭터가 미카도(작중 천황과 같은 위치)의 쌍둥이 누나를 보좌한다. 즉 신이 아닌 인물로 등장.)
- 《유☆희☆왕》
- 《NARUTO -나루토-》(다만, 둔갑술로서 등장.)
- 《오오카미》(작중에 나오는 검의 이름으로서 등장.)
- 시바무라 진《우리 집의 여우신령님》
- 야부키 켄타로《야마토 환상기》(무기로서 등장.)
- 《이즈모》
- 도야 마나부 《쓰쿠요미 은밀한 신》
- 《천상천하》
- 《마법선생 네기마》
- 《블레이 블루》(삼휘신 유닛 중 하나)
- 《요괴워치 포에버프렌즈》(여주인공의 수호신)

## 같이 보기
- 항아